# Świętokrzyskiebjergene
50°53′0″N 20°55′0″Ø / 50.88333°N 20.91667°Ø
Świętokrzyskiebjergene  (polsk: Góry Świętokrzyskie) er en bjergkæde  i det centrale Polen, i nærheden af byen Kielce. Świętokrzyskiebjergene er nogle af de ældste bjerge i Europa, og de højeste mellem  Sudeterne og Uralbjergene. De to højeste toppe er  Góra Agata, 614 moh. og Łysica på 612 moh. Sammen med Kraków-Częstochowa-højlandet danner bjergene en region der kaldes Det lillepolske højland (Wyżyna Małopolska). Bjergkæden  dækker et areal på 1.684 km² og omfatter bl.a. Świętokrzyski Nationalpark.